# BeIn Media Group
BeIn Media Group (en arabe : مجموعة بي إن الإعلامية) est un groupe de médias qatari international, fondé le 8 janvier 2014 après la séparation avec l'autre géant médiatique Al Jazeera. Le groupe dont le siège qatari est situé à Doha est le propriétaire du réseau de contenus sportifs international, BeIn Sports.
BeIn Media Group est présent dans 43 pays sur cinq continents et diffusant une soixantaine de chaînes.

## Histoire

### France
BeIn Sports France est lancé en juin 2012. Le 31 décembre 2013, Al Jazeera Sports est officiellement dissocié du groupe Al Jazeera Media Network pour devenir beIN Sports. BeIn exploite depuis lors, trois chaînes à temps plein en France; BeIn Sports 1, BeIn Sports 2, BeIn Sports 3 et 7 chaînes supplémentaires nommées BeIn Sports Max, canaux 4 à 10.
En mars 2025, le président de Bein Sports, Nasser al-Khelaifi, est accusé de complicité dans l'achat présumé d'un vote et de nuire à la liberté de vote, lié à un différend de 2018 au sein du groupe Lagardère. Après son inculpation, Nasser Al-Khelaïfi a nié toutes les accusations, exprimant sa surprise et affirmant n'avoir aucune implication. Par la suite, une campagne médiatique visant Al-Khelaïfi s'est intensifiée, notamment alimentée par un épisode de mars 2025 de l'émission d'investigation française Complément d'enquête dénonçant des irrégularités financières et des conflits d'intérêts. Les analystes ont suggéré des liens potentiels entre cette campagne et les tensions géopolitiques, émettant l’hypothèse d’un effort coordonné visant à discréditer Al-Khelaïfi par le biais de la manipulation des médias et de la désinformation en ligne.

### États-Unis
La société lance aussi en août 2012 deux chaînes aux États-Unis (langues anglaise et espagnole). Confirmant des rumeurs dans le secteur audiovisuel, le 1er mars 2016, BeIN Media Group annonce l'acquisition complète de Miramax auprès de Filmyard Holdings. Une participation de 49 % dans Miramax a été vendue à Paramount Global en avril 2020.

### Canada
BeIn inaugure son service de diffusion en direct au Canada en octobre 2013, suivi d'un lancement complet le 31 janvier 2014, après plusieurs années de retard attribuables à l'environnement réglementaire au Canada

### Australie
En octobre 2014, BeIn Media Group annonce avoir signé un accord pour l'acquisition de la chaîne sportive à la demande Setanta Sports Australia, renommée ensuite BeIN Sports Australia.

### Espagne
Le 1er juillet 2015, BeIn Sports lance une chaîne spécialement consacrée au football en Espagne,.
BeIn Sports Espagne commence officiellement à émettre le 1er juillet 2015, date à laquelle Gol Televisión cesse de diffuser tous les matches de football qui sont organisés pendant l'été sous le slogan "Changer le jeu" (en espagnol : Cambia el juego). Grâce à une alliance entre Al Jazeera et Mediapro, beIN Sports Espagne propose la Ligue des champions, Ligue Europa, Super League, Premier League, Serie A, Primeira Liga, Jupiler Pro League, Ligue 1, DFB Pokal, Coupe de la Ligue, KNVB Beker, Johan Cruijff Bouclier, Copa de Brasil, Coupe d'Or de la CONCACAF, Copa Libertadores et Copa Sudamericana. beIN Sports Spain peut être visionné sur Internet, Smart TV (LG et Samsung), PC, ordinateurs portables, tablettes, Smartphones (iOS / Android), PS3 / PS4, Chromecast, Opérateurs TV (Orange, Vodafone et Telecable) et plateformes en ligne (beIN Sports Connect, Total Channel et YouTube). Le mercredi 19 août, à l'occasion des éliminatoires de la Ligue des champions, beIN Sports (Espagne) commence à émettre beIN Sports MAX (jusqu'à huit chaînes simultanées) pour diffuser tous les matches de la Ligue des champions et de la Ligue Europa.
BeIn Sports Espagne a lancé une chaîne sous licence pour les bars en Espagne appelée BeIn Sports Bar.

### Proche-Orient et Afrique du Nord
Le 1er novembre 2015, BeIn Media Group lance son bouquet de chaînes par satellite pour la zone MENA incluant notamment ses nouvelles chaînes beIN Movies et BeIn Sports (MENA).
Il est annoncé en janvier 2016 que BeIn Media Group a obtenu un accord avec Turner Broadcasting System, lui permettant des droits exclusifs de diffuser un certain nombre de licences de divertissement de Turner et les chaînes d'informations au Proche -Orient et en Afrique du Nord.
Le 1er novembre 2017, BeIn Sports lance une chaîne olympique dans la région du Proche-Orient et de l'Afrique du Nord.
Début novembre 2018, Yousef Al-Obaidly est promu CEO/PDG du groupe, Nasser Al-Khelaïfi demeurant président du conseil d'administration de BeIn Media Group. 
En juin 2020, BeIN met en œuvre un plan de licenciements pour ses activités au Moyen-Orient et en Afrique du Nord après la crise du Covid-19.

### Turquie
En août 2016, BeIn Media Group annonce l'acquisition du service de télévision payante turque Digiturk.
En novembre 2019, BeIN Media a acquis les droits de diffusion exclusifs de la Coupe du Monde des Clubs de la FIFA 2019 et 2020.

## Droits de diffusion
En France, BeIn Sports détient les droits de diffusion de grands tournois de football à la télévision française, dont la Serie A, la Bundesliga, la Liga, le Championnat d'Europe de football ou encore la Coupe du Monde de la FIFA.
Aux Etats-Unis et au Canada, BeIn Sports détient les droits de retransmission de La Liga, Serie A, Ligue 1, Copa del Rey (excluant la finale), Qualifications pour la Coupe du Monde CONMEBOL et les matchs de la Ligue de Football et du Real Madrid TV. grands championnats de courses sur route de moto (MotoGP, World Superbike, MotoAmerica). [2]
En Indonésie, BeIn Sports détient les droits de diffusion de la Liga, de la Ligue 1, de la Major League Soccer (MLS) et du partenariat MP & Silva diffusant la Premier League jusqu'en 2019.
En Malaisie, BeIn Sports offre une couverture complète des ligues de football européennes (y compris la Liga, Ligue 1).
À Hong Kong, BeIn Sports détient les droits de diffusion de Serie A, Ligue 1, Ligue majeure de football (MLS), Championnat de ligue de football, Coupe de la ligue de football, Coupe TIM, Coupe de la Ligue, ainsi que Spurs TV, Milan TV.
En Thaïlande, BeIn Sports détient les droits de diffusion de la Premier League jusqu'en 2019, de la Liga, de la Serie A, de la Ligue 1, de la Major League Soccer (MLS), de la Ligue des champions et de la Ligue Europa.
BeIn Sports Australia détient les droits de diffusion de la Ligue des champions, de la Ligue Europa, de la Coupe One, de la Liga, de la Serie A, de la Ligue 1, de la Bundesliga, de la MLS et des RBS Six Nations. Le 14 mars 2016, BeIn Sports Australia passe de une à trois chaînes, toutes en HD et à partir du 15 mai 2016, il est mis à la disposition de tous les abonnés du pack sport Foxtel plutôt que d'un seul canal SD. Les abonnés de Fetch n'ont encore accès qu'à BeIn Sports 1, qui est un coût supplémentaire chaque mois.